# Aethecerus exilis
Aethecerus exilis är en stekelart som beskrevs av Wesmael 1848. Aethecerus exilis ingår i släktet Aethecerus och familjen brokparasitsteklar. Inga underarter finns listade i Catalogue of Life.